# Цзинхаская железная дорога
Цзинхаская железная дорога (кит. трад. 京哈鐵路, упр. 京哈铁路, пиньинь Jīnghā Tiělù (ЦзинХа ТеЛу), дословный перевод — Пекин-Харбинская железная дорога), известная также как просто Цзинха (по последнему иероглифу слова «Пекин» («Бэйцзин») и первому иероглифу слова «Харбин») — крупная китайская железнодорожная магистраль 1-го класса, соединяющая Пекин с Харбином, попутно проходя через ряд крупных промышленных и экономических центров, как, например, Шэньян, Чанчунь, Циньхуандао и так далее. Строительство дороги началось в 1881 году и она является старейшей из ныне существующих китайских железных дорог. Цзинхаская железная дорога является важным транспортным коридором, в частности, по ней проходит маршрут международного пассажирского поезда «Москва—Улан-Батор—Пекин» (K3/K4). На участке от Шэньяна до Харбина магистраль электрифицирована (переменный ток 25 кВ, 50 Гц). Также первоначально по магистрали осуществлялись и высокоскоростные пассажирские перевозки (200—250 км/ч), но затем они были переведены на идущую параллельно Цзинхаской Циньшэньскую ВСМ (Циньхуандао—Шэньян), которая была открыта 12 октября 2003 года.

## История
В ноябре 1881 года началось строительство Тансуйской железной дороги от Таншаня к Тяньцзиню. Это была вторая в Китае железная дорога (первой была Усунская железная дорога, построенная в 1876 году в Шанхае, но уже через год она была разобрана) и служила для перевозки угля. 1888 году дорога была продлена на восток до Шаньхайгуаня, а вскоре и на запад до Пекина. Дорога при этом изменила название сперва на Цзинфэн (Бэйцзин-Фэнтянь (Шэньян)), а вскоре на Бэйнин (Бэйцзин-Ляонин). В 1892 году, в связи со строительством Китайско-Восточной железной дороги, участок Харбин-Шэньян перешёл в состав Южно-Маньчжурской железной дороги, а в 1902 году в её состав перешёл и участок до Шэньяна. В 1928 году на магистрали произошёл Хуангутуньский инцидент.
В 1932 году, в связи с началом японской оккупации, Бэйнинская и Южно-Маньчжурская железные дороги были объединены. В 1949 году, в связи с образованием Китайской Народной Республики, название дороги сменилось на Цзинха (Цзинхаская).